# 黑點裸胸鱔
黑點裸胸鱔，又稱黑點裸胸鯙，為輻鰭魚綱鰻鱺目鯙亞目鯙科的其中一種，分布於西北太平洋的台灣東南部海域，棲息深度可達21公尺，體長可達49.6公分，為底棲性魚類，屬肉食性，生活習性不明。

## 擴展閱讀
維基物種上的相關：黑點裸胸鱔